# Svetićevo
Svetićevo (cyr. Светићево) – wieś w Serbii, w Wojwodinie, w okręgu północnobackim, w gminie Bačka Topola. W 2011 roku liczyła 147 mieszkańców.